# Tam Quang, Núi Thành
Tam Quang là một xã thuộc huyện Núi Thành, tỉnh Quảng Nam, Việt Nam.

## Địa lý
Xã Tam Quangnằm ở phía nam huyện Núi Thành, có vị trí địa lý:
- Phía đông giáp Biển Đông
- Phía tây giáp xã Tam Giang
- Phía nam giáp xã Tam Nghĩa
- Phía bắc giáp xã Tam Hải.

Xã Tam Quang có diện tích 12,94 km², dân số năm 2019 là 12.978 người, mật độ dân số đạt 1.003 người/km².

## Hành chính
Xã Tam Quang được chia thành 8 thôn: Sâm Linh Đông, Sâm Linh Tây, An Hải Đông, An Hải Tây, Trung Toàn, Xuân Trung, Thanh Long, An Tây.